# Organizacje monarchistyczne w III Rzeczypospolitej
Organizacje monarchistyczne w III Rzeczypospolitej – stowarzyszenia i partie polityczne o charakterze monarchistycznym działające w okresie III Rzeczypospolitej.

## Najważniejsze stowarzyszenia

### Klub Zachowawczo-Monarchistyczny
Najistotniejszą niepartyjną współczesną organizacją kojarzoną z ideami monarchistycznymi jest działający od 7 marca 1988 Klub Zachowawczo-Monarchistyczny, do którego należą m.in. znani politycy i publicyści. Nie postuluje on jednak wprowadzenia ustroju monarchistycznego, a skupia środowiska silnie konserwatywne.

### Organizacja Monarchistów Polskich
Organizacja Monarchistów Polskich powstała 16 listopada 1989, zarejestrowana jest jako stowarzyszenie zwykłe (do 16 października 1990 działała pod nazwą Międzystanowa Organizacja Monarchistyczna). Jest organizacją tradycjonalistyczną, kontrrewolucyjną i antysocjalistyczną, mającą na celu przywrócenie monarchii katolickiej. Do 1994 współpracowała z KZM. Liczy kilkudziesięciu członków. Organizację charakteryzują w dużym stopniu legitymizm i tradycjonalizm katolicki. Część jej członków jest sedewakantystami. Od początku powstania OMP jej prezesem jest wieloletni działacz Unii Polityki Realnej (od 2011 związany z Kongresem Nowej Prawicy) Adrian Nikiel. Od listopada 1999 do grudnia 2011 funkcję Strażnika Praw (przewodniczącego Sądu Honorowego) pełnił Norbert Wójtowicz. Członkami honorowymi OMP są Jacek Bartyzel i Tomasz Gabiś. Członkiem zwyczajnym OMP jest polityk Nowej Nadziei Robert Iwaszkiewicz, który w latach 2014–2019 pełnił mandat deputowanego do Parlamentu Europejskiego VIII kadencji z listy KNP.
Działalność OMP obejmuje głównie publicystykę i organizowanie spotkań mających na celu promocję idei legitymistycznych. OMP prowadzi Portal Legitymistyczny (legitymizm.org) i wydaje pismo „Rojalista. Pro Patria”. W serii „Biblioteka Rojalisty” ukazały się książki i broszury m.in. takich autorów, jak Adrian Nikiel, Jacek Bartyzel, Artur Ławniczak i Norbert Wójtowicz. W listopadzie 2009 OMP ustanowiła dwa odznaczenia: Krzyż Jubileuszowy OMP i Krzyż Świętego Kazimierza Królewicza.
OMP posiada kilka oddziałów regionalnych. W 2008 w wyniku konfliktu z organizacji wyłamał się powołany w 2003 oddział lubelski, także rejestrując się (8 maja 2008, jako stowarzyszenie) pod nazwą Organizacja Monarchistów Polskich. Prezesem lubelskiej OMP został Łukasz Kluska (syn Romana Kluski). Ugrupowanie, w przeciwieństwie do OMP Adriana Nikiela, odcięło się od sedewakantyzmu i innych ruchów niezgodnych z aktualną doktryną Kościoła katolickiego. W 2010 stowarzyszenie Łukasza Kluski przekształciło się w Katolicki Instytut Apologetyczny, który m.in. organizuje spotkania z duchownymi Bractwa Świętego Piusa X. W eurowyborach w 2014 Łukasz Kluska kandydował z listy Ruchu Narodowego w okręgu małopolsko-świętokrzyskim, otrzymując 1039 głosów.

### Ogólnopolski i Polonijny Konwent Monarchistów
Ogólnopolski i Polonijny Konwent Monarchistów był stowarzyszeniem zwykłym mającym siedzibę w Częstochowie. Organizacja działała w latach 1997–2016, jej prezesem byli kolejno Władysław Leżyński i Marian Kasprzak. Od 2008 w ramach Porozumienia Monarchistycznego ugrupowanie współpracuje z partią Polski Ruch Monarchistyczny. Uznaje tytuły szlacheckie i arystokratyczne nadawane przez Leszka Wierzchowskiego.

### Konfederacja Spiska
Konfederacja Spiska jest sądownie zarejestrowanym stowarzyszeniem polskich monarchistów, powstałym 17 września 2006 na zamku Starostów Spiskich w Starej Lubowli na Słowacji. Statutowym celem stowarzyszenia jest przywrócenie monarchii w Polsce na drodze demokratycznych przemian ustrojowych. Związane ze stowarzyszeniem są organizacje takie jak Polska Konfederacja Katolickich Przedsiębiorców, Fundacja Korony Polskiej oraz Rycerski Zakon Korony Polskiej Świętego Kazimierza Królewicza, a także powołana w 2015 Królewska Akademia Biznesu i Dyplomacji.

## Partie polityczne

### Polski Ruch Monarchistyczny
30 sierpnia 1991 została zarejestrowana partia Polski Ruch  Monarchistyczny, której założycielem i przywódcą jest Leszek Wierzchowski. 2 marca 2004 została wykreślona z ewidencji, lecz 22 kwietnia 2005 ponownie zarejestrowano partię o takiej nazwie. Ugrupowanie działa zarówno na terenie Polski, jak i w środowiskach polonijnych w różnych krajach. Liczy ponad 1000 członków. Jego siedziba mieści się w Katowicach (wcześniej znajdowała się w Sosnowcu). Hasłem partii jest „Bóg-Król-Honor-Ojczyzna”. PRM potwierdza stare tytuły szlacheckie i arystokratyczne oraz nadaje nowe „za zasługi”. Nadaje również własne ordery i odznaczenia monarchistyczne. Opowiada się za państwem rządzonym przez dziedzicznego króla w systemie monarchii konstytucyjnej. Za fundament swoich działań uważa Konstytucję 3 maja. Przy partii działają Fundacja „Polska Korona” i Zakon Rycerzy Polskiej Korony. Organem prasowym PRM jest „Nowa Monarchia”. Od 2008 partia współpracuje z Ogólnopolskim i Polonijnym Konwentem Monarchistycznym w ramach Porozumienia Monarchistycznego. Natomiast 29 września 2013 Polski Ruch Monarchistyczny na zamku w Bobolicach zawarł traktat dotyczący wzajemnej współpracy – zwany Monarchistycznym Trójprzymierzem – z monarchistycznymi organizacjami z Węgier i Chorwacji.
Szef ugrupowania Leszek Wierzchowski podjął próbę startu w wyborach prezydenckich w 1995, jednak nie zebrał wystarczającej liczby podpisów, aby zarejestrować swoją kandydaturę. W wyborach parlamentarnych w 1997 wystartował do Senatu w województwie śląskim, zajmując ostatnie miejsce spośród 18 kandydatów. W tych samych wyborach z listy Akcji Wyborczej Solidarność mandat w Sejmie uzyskał Marek Kolasiński (rekomendowany przez Ruch Solidarni w Wyborach, związany również z ChDRP Lecha Wałęsy i następnie z RS AWS).

### Polska Liga Monarchistyczna
W 1996 grupa członków PRM dokonała rozłamu i opuściła partię, po czym 25 lipca tego samego roku zarejestrowana została Polska Liga Monarchistyczna z siedzibą w Bielsku-Białej (Urząd Kanclerza mieścił się natomiast w Krakowie). W 1998 zmarł prezydent partii Sławomir Leonard Kolumna-Wysocki. Później prezydentem PLM został Wojciech Piątek. Partia została wyrejestrowana 22 listopada 2004, a jej postępowanie likwidacyjne zakończyło się 14 czerwca 2007.

### Unia Polskich Ugrupowań Monarchistycznych
Unia Polskich Ugrupowań Monarchistycznych została zarejestrowana 17 kwietnia 1997. Utworzyła ją rozłamowa grupa członków Polskiego Ruchu Monarchistycznego z Bielska-Białej. Siedziba UPUM mieści się we Wrocławiu. Priorytetami programowymi partii są m.in. odbudowanie w Polsce ustroju monarchistycznego (opowiada się za monarchią konstytucyjną) i „reprezentowanie interesów szlachty polskiej w kraju i za granicą”. Określa się jako partia liberalno-konserwatywna. UPUM przyznaje sobie prawo do potwierdzania szlachectwa i nadawania tytułów szlacheckich oraz arystokratycznych: szlachcica UPUM, barona UPUM, hrabiego UPUM, margrabiego UPUM i księcia UPUM. Regent partii otrzymuje tytuł wielkiego księcia UPUM. Stronnictwo przyznaje także własne odznaczenia: m.in. Krzyż Rycerski (3 klasy), Krzyż Monarchii (2 klasy), Krzyż Regencji, Krzyż 3 Maja, Krzyż Zasługi UPUM oraz Medal 10-lecia UPUM. Z partią związanych jest kilka organizacji: Kolegium Heraldyczno-Genealogiczne „Szlachcic”, Polonijne Kulturalne Stowarzyszenie Miłośników Tradycji Szlacheckich i Arystokratycznych oraz Fundacja „Szlachecki Dwór”.
Na czele UPUM stoi regent, który według pierwotnego statutu nie podlegał wyborowi i sprawował funkcję dożywotnio. Pierwszym regentem partii był Adam Myśliński, który zmarł w 2004. Jego następcą został dotychczasowy wiceregent Aleksander Podolski. Ustąpił on z funkcji w 2024, a zastąpił go były wiceminister gospodarki, prof. Maciej Kaliski. Do organizacji należał m.in. Stefan Oberleitner. W wyborach parlamentarnych w 2011 w okręgu elbląskim do Sejmu z listy PJN startował członek UPUM Arkadiusz Kłosowski, który otrzymał 156 głosów (w tych samych wyborach bezpartyjnym kandydatem z listy PSL był późniejszy regent UPUM Maciej Kaliski).

### Konfederacja Korony Polskiej
Najistotniejszą partią odwołującą się wprost do poglądów monarchistycznych jest Konfederacja Korony Polskiej, założona w 2019 przez Grzegorza Brauna na bazie jego wcześniejszej organizacji Pobudka, posiadająca reprezentację poselską za sprawą uczestnictwa w Konfederacji Wolność i Niepodległość. W 2024 Grzegorz Braun został deputowanym do Parlamentu Europejskiego, a w 2025 partia opuściła Konfederację WiN i utworzyła własne koło poselskie.

### Pozostałe
Istniały także inne niewielkie partie ruchu monarchistycznego, które nie podjęły jednak szerszej działalności. Były nimi:
- Unia Restytucji Monarchii – zarejestrowana 27 czerwca 1991, siedzibę miała w Warszawie;
- Partia Królewska – zarejestrowana 25 października 1991, powstała w Zakliczynie;
- Królestwo Polskie – zarejestrowane 19 listopada 1991, na jego czele stał król zasiadający w Poznaniu.